# Fédération européenne des associations infirmières
La Fédération européenne des associations infirmières (EFN), ancien Comité permanent des infirmières de l’UE (PCN), a été fondée en 1971, pour représenter la profession infirmière et ses intérêts auprès des institutions européennes, sur base des directives en matière d’éducation et de libre circulation des infirmières, rédigées alors par la Commission. L’EFN est la voix indépendante de la profession, représentant plus d’un million d’infirmières en Europe.
Les membres de l’EFN sont composés par les associations nationales d’infirmières des vingt-sept États membres de l’UE (+ Croatie, Norvège, Islande et Suisse) qui sont membres du Conseil international des infirmières (CII) et du Conseil de l'Europe, et ses membres associés sont trois représentants des Organisations européennes d’infirmières spécialisées et génériques (ESNO). Le Conseil international des infirmières (CII), l’Organisation mondiale de la santé (OMS) et l’Association européenne des étudiants infirmiers (ENSA) ont aussi un statut d’observateur au sein des assemblées générales de l’EFN.
Par ailleurs, trois comités ont été établis au sein de l’EFN (comité ‘Profession’, comité ‘Main-d’œuvre et comité ‘Politique générale’), pour permettre un travail plus détaillé sur des questions abordées par l’Assemblée générale, le comité exécutif, et/ou liées aux débats au niveau européen. Les Comités présentent des recommandations à l’Assemblée générale, sur des questions clés, ce qui facilite le processus de lobby de l’EFN au sein de l’UE.
Des ordres infirmiers existent dans d'autres pays d'Europe : liens vers les sites internet en langue nationale.
- Allemagne : Deutsche Berufsverband für Pflegeberufe (DBfK)[1]
- Autriche : Österreichischer Gesundheits - und. Krankenpflegeverband (OEGKV)[2]
- Bulgarie: Bulgarian Association of Professionals in Nursing (pas de site internet)
- Chypre : Cyprus Nurses and Midwives Association (CYNMA)[3]
- Croatie : Hrvatska udruga medicinskih sestara (HUMS)[4]
- Danemark : Dansk Sygeplejeraad (DSR)[5]
- Espagne : Organización Colegial de Enfermería (CGE)[6]
- Estonie: Eesti Õdede Liit (EÕL)[7]
- Finlande : Suomen Sairaanhoitajaliitto[8]
- Grèce : Hellenic Nurses Association (ESNE)[9]
- Irlande : Irish Nurses Organisation (INO)[10]
- Islande : Félag islenskra hjûkrunarfræðinga (HJUKRUN)[11]
- Italie : Consociazione Nazionale delle Associazioni Infermiere/i (CNAI)[12]
- Lettonie : Latvijas Māsu Arodbiedrība (MASAS)[13]
- Lituanie : Lithuanian Nurses Association (pas de site internet)
- Luxembourg : Association nationale des infirmiers et infirmières luxembourgeois (ANIL)[14]
- Malte : Malta Union of Midwives and Nurses (MUMN)[15]
- Norvège : Norsk Sykepleierforbund (NSF)[16]
- Pays-Bas : Nieuwe Unie'91 (NU'91)[17]
- Pologne : Polskie Towarzystwo Pielegniarskie (PTP)[18]
- Portugal : Ordem dos Enfermeiros[19]
- Roumanie : Ordinul Asisten ţ ilor Medicali si Moa ş elor din Romania (OAMR)[20]
- Royaume-Uni : Royal College of Nursing of the UK (RCN)[21]
- Slovaquie : Slovak Chamber of Nurses & Midwives (pas de site internet)
- Slovénie : Zbornica zdravstvene in babiške nege Slovenije[22]
- Suède : Vårdförbundet [23]